# Krasnaja Poljana (Territorio di Krasnodar)
Krasnaja Poljana (in russo "radura rossa") è una cittadina della Russia europea meridionale, situata nel territorio di Krasnodar; appartiene amministrativamente al circondario urbano della città di Soči, nel rajon municipale di Adler.
Situata sul versante meridionale delle montagne del Gran Caucaso, è un'attrezzata stazione per gli sport invernali e ospita, tra l'altro, il trampolino RusSki Gorki, la pista sciistica Roza Chutor e lo Sliding Center Sanki, la pista artificiale di bob, skeleton e slittino.

## Clima
| Krasnaja Poljana (1991-2020) Fonte: | Mesi         | Mesi         | Mesi         | Mesi         | Mesi        | Mesi        | Mesi        | Mesi        | Mesi        | Mesi        | Mesi         | Mesi         | Stagioni | Stagioni | Stagioni | Stagioni | Anno  |
| Krasnaja Poljana (1991-2020) Fonte: | Gen          | Feb          | Mar          | Apr          | Mag         | Giu         | Lug         | Ago         | Set         | Ott         | Nov          | Dic          | Inv      | Pri      | Est      | Aut      | Anno  |
| ----------------------------------- | ------------ | ------------ | ------------ | ------------ | ----------- | ----------- | ----------- | ----------- | ----------- | ----------- | ------------ | ------------ | -------- | -------- | -------- | -------- | ----- |
| T. max. media (°C)                  | 5,5          | 7,3          | 10,9         | 16,7         | 21,0        | 24,5        | 27,1        | 27,6        | 23,4        | 18,4        | 12,6         | 7,2          | 6,7      | 16,2     | 26,4     | 18,1     | 16,8  |
| T. media (°C)                       | 1,2          | 2,1          | 5,1          | 10,1         | 14,6        | 18,3        | 20,9        | 21,0        | 16,8        | 12,1        | 6,6          | 2,8          | 2,0      | 9,9      | 20,1     | 11,8     | 11,0  |
| T. min. media (°C)                  | −1,3         | −1,1         | 1,5          | 5,5          | 9,8         | 13,4        | 15,8        | 15,8        | 12,0        | 7,8         | 3,1          | 0,2          | −0,7     | 5,6      | 15,0     | 7,6      | 6,9   |
| T. max. assoluta (°C)               | 18,1 (1960)  | 22,4 (1996)  | 27,8 (2008)  | 35,6 (1998)  | 33,4 (2006) | 35,7 (1966) | 38,5 (2017) | 35,9 (1948) | 35,1 (2020) | 30,8 (1999) | 27,7 (1949)  | 21,4 (1937)  | 22,4     | 35,6     | 38,5     | 35,1     | 38,5  |
| T. min. assoluta (°C)               | −22,5 (1950) | −18,1 (1967) | −15,6 (1943) | −10,6 (1965) | −0,4 (1976) | 2,6 (1978)  | 7,7 (1982)  | 5,2 (1980)  | −1,0 (1941) | −6,1 (1965) | −13,2 (1953) | −15,3 (1953) | −22,5    | −15,6    | 2,6      | −13,2    | −22,5 |
| Precipitazioni (mm)                 | 200          | 170          | 182          | 141          | 145         | 119         | 103         | 99          | 144         | 206         | 205          | 216          | 586      | 468      | 321      | 555      | 1 930 |